# Єрохина
Єро́хина (рос. Ерохина) — присілок у складі Юргамиського району Курганської області, Росія. Входить до складу Гороховської сільської ради.
Населення — 26 осіб (2010, 87 у 2002).